# Passiflora laurifolia
Passiflora laurifolia je biljka iz porodice Passifloraceae. Engleska su imena vodeni limun (Water lemon), jamajčanska kozokrvnica (Jamiacan honeysuckle) i bell-apple (Karibi, sjeveroistočna J. Amerika).
Plod je srednje veličine, ovalna oblika, a boje mu variraju od zelene i tamnonarančaste kože do bijeložute. Vrlo je sočne pulpe. Okus je blag, nije kiseo kao kod običnih pasijonka.
Ova vrsta pasijonka nije široko poznata. Brzorastuća je penjačica. Naraste do 9 metara u duljinu. Bolje raste u malo vlažnijim klimama. Ne zahtijeva određena tla niti je posebno zahtijeva vodu osim što joj treba tlo koje je vlažno cijele godine.
Uzgaja se sjemenski, ali može i od reznica. Zagrije li se sjeme do 70-80 Fahrenheitovih stupnjeva, može se rezultirati klijanjem za tjedan ili dva, a pri nižim temperaturama sjemenka treba do 10 tjedana za proklijati.
Plodove se jede svježe ili ih se koristi u napitcima. 
Biljci je domovina tropsko područje Amerika. Invazivna je vrsta u tropskom području. Proširila se diljem svijeta. U tropskom području ne podnosi nikakav mraz. Ponegdje ju se uzgaja, no plodovi koji su dostupni na tržnicama su oni koji rastu u divljini. Ipak, ova biljka može rasti i u državama toplijeg i hladnijeg područja.
Ovom biljkom se hrane ličinke leptira Philaethria dido.

## Sinonimi
- Granadilla laurifolia(L.) Medic., Malvenfam.: 97. 1787.
- Passiflora laurifolia var. tinifolia Boiss., Pl. Alimeret. 2: 357. 1928.
- Passiflora oblongifolia Dulle, Enum. pl. Surinam: 321, tab. 14, fig. 3. 1906.
- Passiflora tinifolia Juss., Ann. Mus. Hist. Nat. 6: 113, tab. 41, fig. 2. 1805.

## Galerija
- Plod Passiflore laurifolije u prerezu.
- Listovi.

## Vanjske poveznice
- Slike na Googleu